# テキサスロングホーン

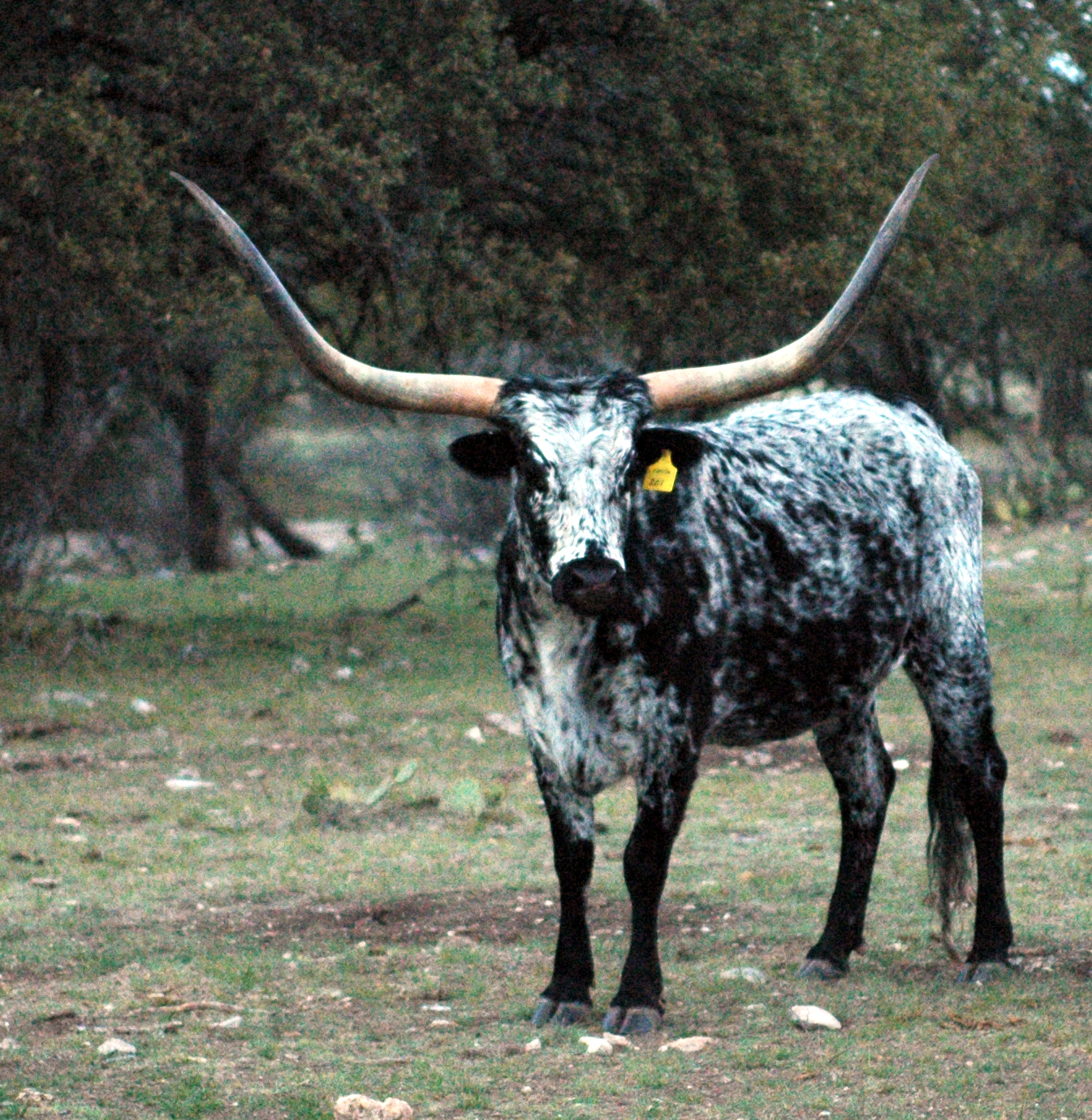
オス

テキサスロングホーン（英語: Texas longhorn）は、特徴のある角で知られている牛の品種である。17世紀後半にメキシコからテキサス州に持ち込まれた外来種の牛が野生化し、バイソンなどの在来種を押しのけて繁殖した。イングランドの北部原産であり、絶滅したオーロックスの復元を目指す再現育種プロジェクトの一部においても使用されてきたイングリッシュロングホーンとは異なる品種である。

## 特徴
角長は雄雌に関係なく全体で170～200センチメートル程度だが、個体によっては3メートルに達する。角の先端はわずかに上向きになるか、三重にねじれる事例が多い。
テキサスロングホーンは肉用種であり、その肉には脂肪が少なく、低コレステロールと低カロリーに特徴がある。毛色はオレンジが多いが、糟毛、赤毛など様々で、むしろ多様なことに特徴がある。性質は穏やかであり、テキサス州ではしばしば乗牛用として飼育されている。

## その他

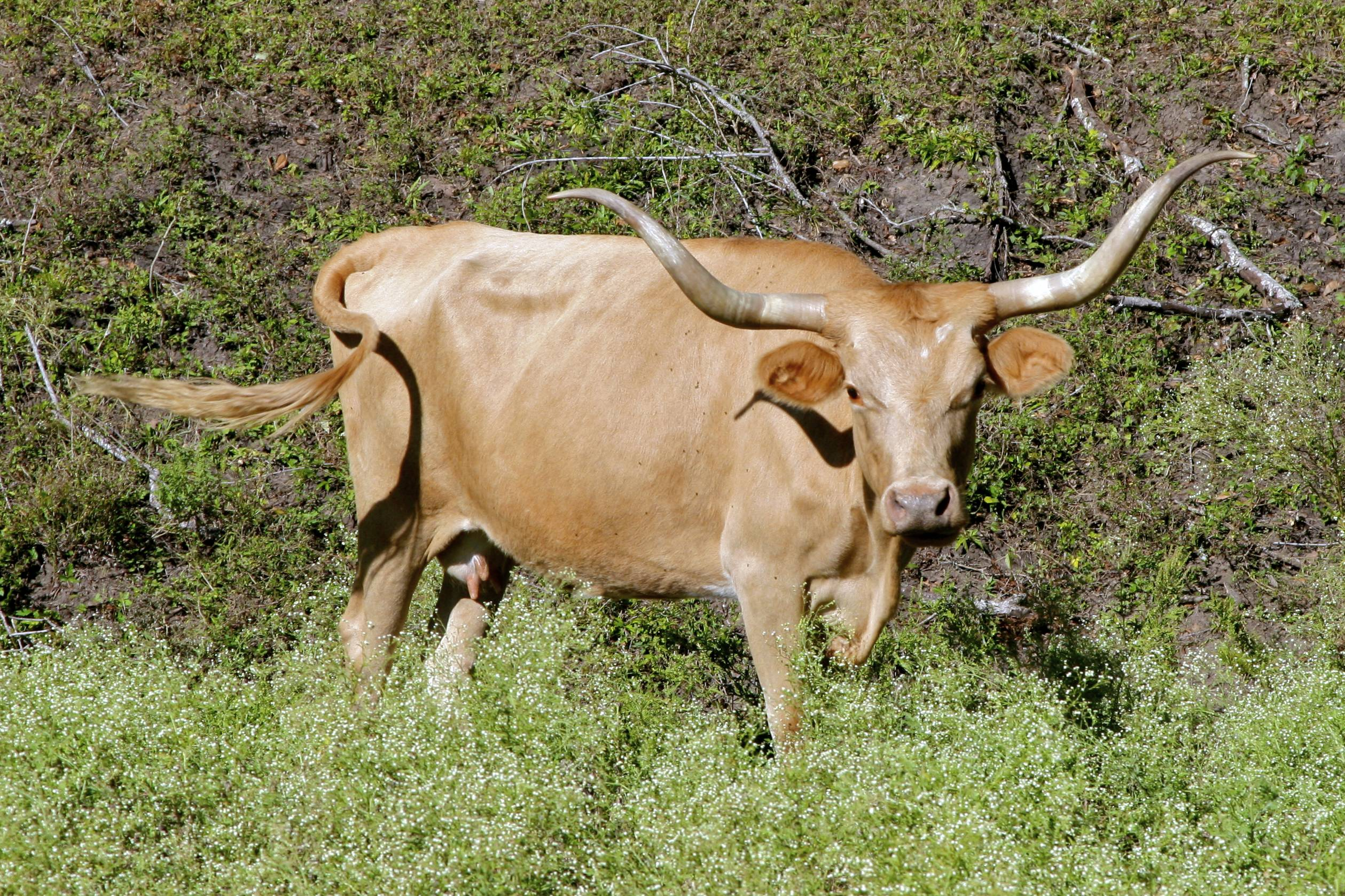
メス

テキサスロングホーンはテキサス州フォートワース市の公式シンボルであり、同市は「牛の町」と呼ばれている。また、テキサス大学オースティン校のマスコットでもあり、同大学のスポーツ・チームは、この牛に因んでテキサス・ロングホーンズと呼ばれる。スクールカラーの白と焦げたオレンジは、この牛の色彩から。大学のマスコットにBevoという名前のテキサスロングホーン牛がいる。
プロレスラーのスタン・ハンセンの決めポーズ（右手を牛の角の形にして突き上げる）の名前としても使われている。